# 専念
| ウィキペディアには「専念」という見出しの百科事典記事はありません（タイトルに「専念」を含むページの一覧/「専念」で始まるページの一覧）。 代わりにウィクショナリーのページ「専念」が役に立つかもしれません。 |